# セルパ
セルパ(Serpa [ˈsɛɾpɐ] ( 音声ファイル))は、ポルトガル中央部のアレンテージョ地方にある都市である。面積は1,105.63 km2、2011年の人口は15,623人である。付近をグアディアナ川が流れている。

## 歴史

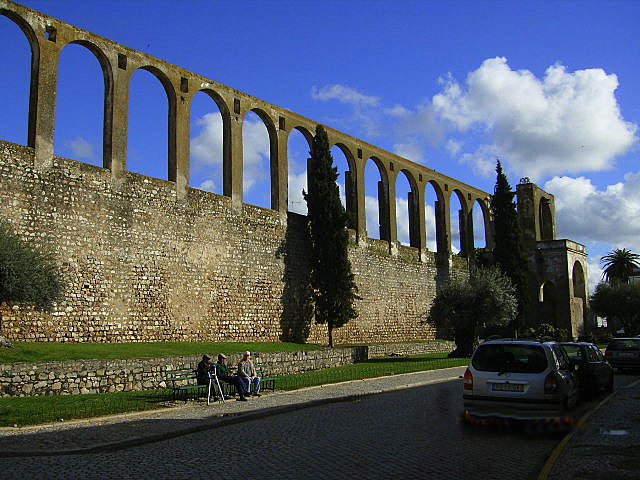
セルパの用水路

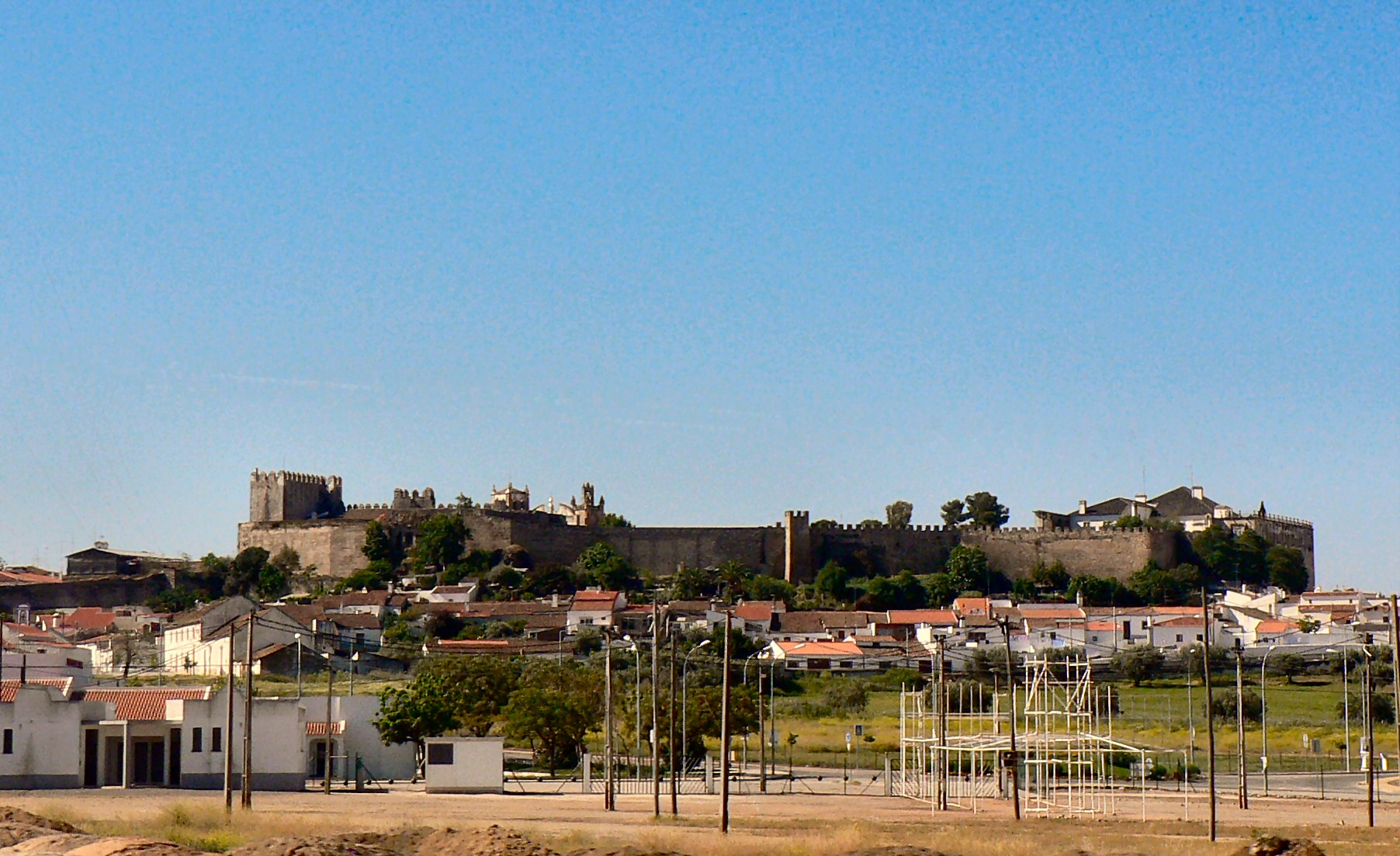
セルパの城

セルパは、古代ローマがイベリア半島を占領するより前から居住地として存在していた。近隣の町ベージャ（ローマではPax Julia）は、南ルシタニアの首都となった。セルパは、ローマからの植民地開拓者の居住地として成長した。
この時期の後には、レコンキスタ（キリスト教徒によるイベリア半島奪還）までの間、ムーア人が住み着いた。
スペインとの国境の近くに位置しているため、この町は常に強固に守られてきた。13世紀には、グアディアナ川の左岸にあることから、カスティーリャに忠誠を誓った部隊に占領された。
1281年、カスティーリャ王アルフォンソ10世は、居住と拡大を進めるために、勅令によりこの町をセビリヤから分画した。
レコンキスタ後の1295年、セルパはポルトガル王ディニス1世から新しい勅令を受けた。町は、最後のスペイン人の侵入により部分的に損傷を受け、当時の王は、城の再建と壁の要塞の
建築を命じた。
新しい勅令は、前のセルパの領主であったマヌエル1世が1513年に出したものである。
17世紀、軍人で建築家のNicolau de Langresは、この壁と要塞を防衛ラインとして用いた。
1954年1月30日、セルパの壁は国家記念物(Monumento Nacional)に指定された。
1974年のカーネーション革命後、ポルトガル共産党はこの地で大きな力を得て、その後、継続的に人気を保ち続けた。
2003年8月2日、セルパの町は市に昇格した。一方、同年1月28日にサンサルバドルとサンタマリアの主要な行政教区を含むセルパの歴史的中心地が単一の行政教区に再統合された。

## 地理

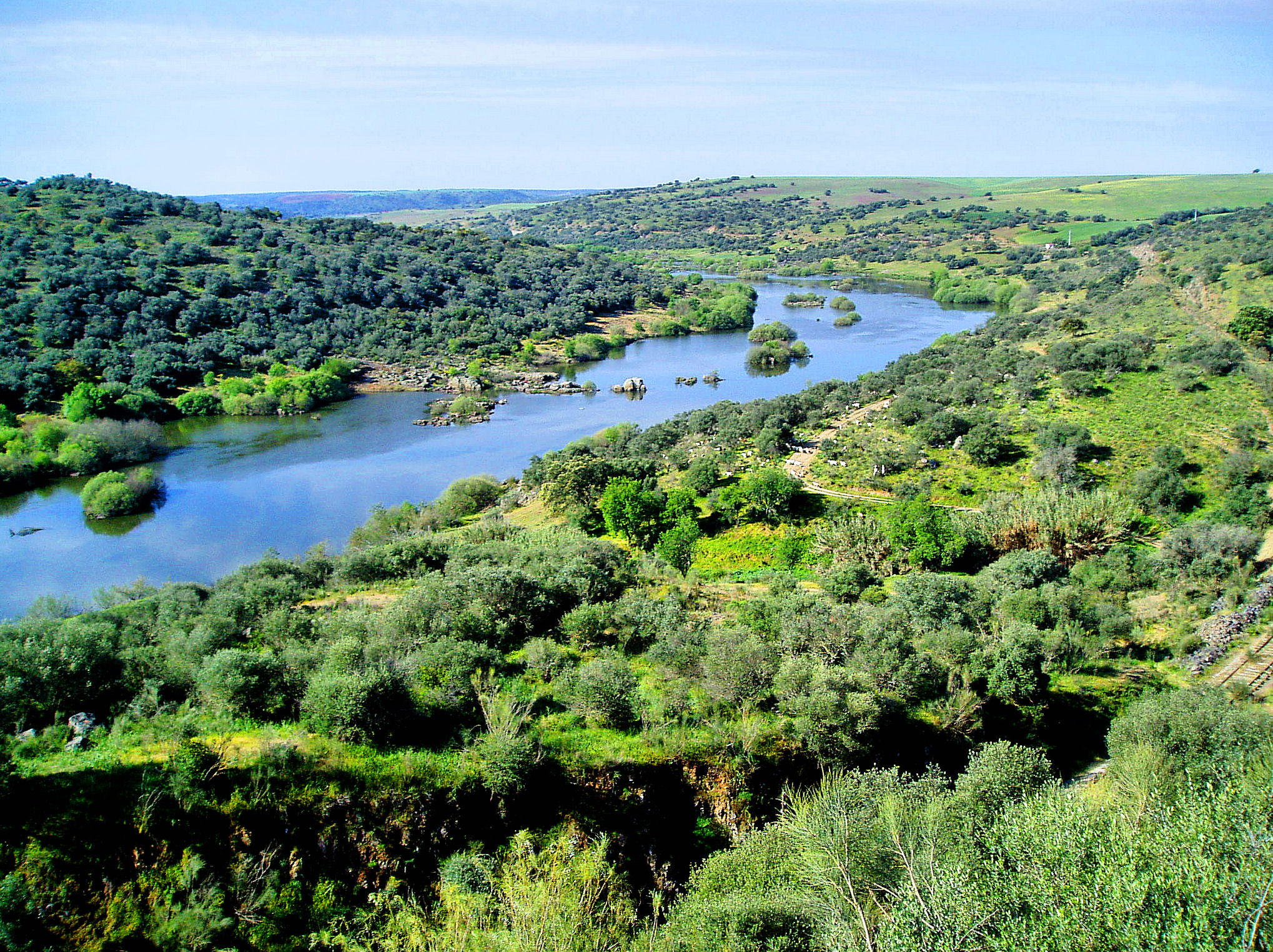
セルパ領域内のグアディアナ川の眺め

行政上、この町は、5つの行政区画に分けられる。
- Brinches
- Pias
- Serpa (Salvador e Santa Maria)
- Vila Nova de Sao Bento e Vale de Vargo
- Vila Verde de Ficalho

## 経済

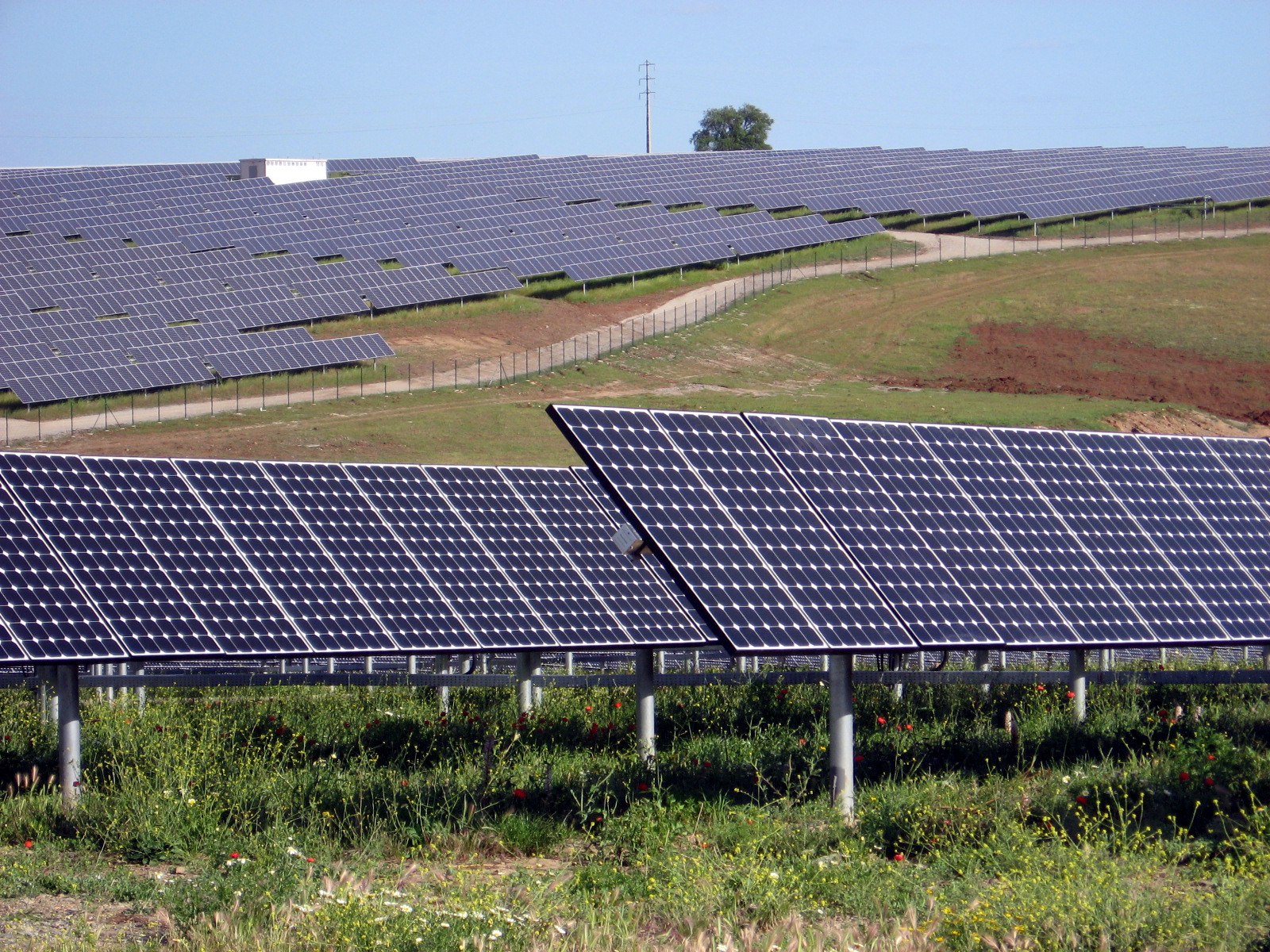
セルパ太陽光発電所

セルパを囲む地域の多くは小麦畑であり、伝統的に地域の経済の中心となり、多くの人々の雇用を支えてきた。そのため、伝統的に農家と牧羊家が多かった。またスパイシーで匂いの強い、当地の名前が付いたチーズ（セルパ）を生産し、ポルトガル国内で販売した。
少し北東にあるピアス地域では、地域のワインを作るためのブドウの栽培が盛んである。
2006年4月27日、GEエナジーFinancial Services、PowerLight Corporation及びCatavento Lda.は、セルパの一地域に世界最大級の太陽光発電所を作ることを発表した。ヨーロッパで最も晴れの多い地域の一つで、52000のモジュールから11メガワットを発電する。発電所は2007年3月28日に稼働を開始した。

## 文化
リスボンやベージャの都会人が週末ののんびりした休暇を求めて、別荘を建てている。
シェパーズラムシチュー、ハマグリと豚肉の料理、スイートポテトのペイストリー等が名物料理である。